# Senza musica
Senza musica è un libro di Claudio Baglioni, (a cura di Giuseppe Cesaro), pubblicato 2005 dalla casa editrice Bompiani.
Il libro è una raccolta di scritti, in stile diario del celebre cantautore che vanno dal 1974 ai giorni nostri ed in cui traspare il suo desiderio di raccontare il percorso compiuto attraverso episodi e momenti della sua carriera ma anche della sua vita privata.
Numerosi i temi trattati, alcuni anche d'impronta sociale, come gli scritti di riflessione sulla guerra, sull'avvento del terzo millennio, sul problema dell'immigrazione clandestina, oltre ai racconti di suoi viaggi e tournée in paesi dell'Africa, del Sudamerica, dell'Europa dell'est.
Non mancano i racconti dei difficili momenti degli inizi nel mondo della musica e considerazioni sui sentimenti e sulla paura dell'uomo moderno, da cui traspare comunque una speranza per l'avvenire; non a caso il cantautore afferma: «a volte più che di un mondo nuovo, c'è bisogno di occhi nuovi per guardare il mondo».

## Edizioni
- Claudio Baglioni, Senza musica, collana aSSaggi Bompiani, Bompiani, 2005,  pp. 201, ISBN 88-452-3429-0.